# 帯広市立緑丘小学校
帯広市立緑丘小学校（おびひろしりつ みどりがおかしょうがっこう）は、北海道帯広市に所在する公立小学校。

## 児童数
- 児童数 - 503人
  - 1年生 - 90人
  - 2年生 - 80人
  - 3年生 - 80人
  - 4年生 - 75人
  - 5年生 - 86人
  - 6年生 - 92人
  - 特別支援学級（内数）- 61人

2020年（令和2年）5月1日現在

## 進学先中学校
- 帯広市立帯広第五中学校
- 帯広市立帯広第八中学校

2016年（平成28年）5月1日現在

## 著名な出身者
- 佐藤二葉（漫画家、作家、舞台女優、演出家、古代ギリシャ音楽家）